# Artëm Anisimov
Artëm Alekseevič Anisimov (in russo Артём Алексеевич Анисимов?; Jaroslavl', 24 maggio 1988) è un hockeista su ghiaccio russo.

## Palmarès

### Mondiali
- 3 medaglie:
  - 1 oro (Bielorussia 2014)
  - 2 argenti (Germania 2010; Repubblica Ceca 2015)